# Bukovce
Bukovce (maďarsky Bukóc, rusínsky Буківці) jsou obec na Slovensku v okrese Stropkov. První zmínka o obci je z roku 1379. Jsou také známé svým řeckokatolickým poutním místem Buková Hôrka. Žije zde 554 obyvatel.

## Znak
Na červeném štítu vyrůstají ze žlutého podkladu dva buky. Vlevo menší a vpravo větší. Symbolizují vznik obce v roce 1964 spojením Malých a Velkých Bukovců.

## Památky
- Klášter Buková Hôrka (po 2. světové válce zanikl; zachován je pouze chrám Povýšení svatého kříže a kaple Proměny Páně). Byl zde noviciát pro čekatele na vstup do řádu svatého Basila Velikého a kantorská škola.[2][3]
- Chrám svatého Dimitrije z roku 1891
- Jozefínka (technická památka - cesta, která spojovala Zemplín s Polskem)
- Vojenský hřbitov z první světové války (nachází se v horní části hřbitova). Je zde pochováno 9 rakouských a 11 ruských vojáků.

## Osobnosti
- Arsenij Kocák (1737–1800), řeckokatolický kněz, bazilián a filolog